# 蒙塞拉特島 (墨西哥)

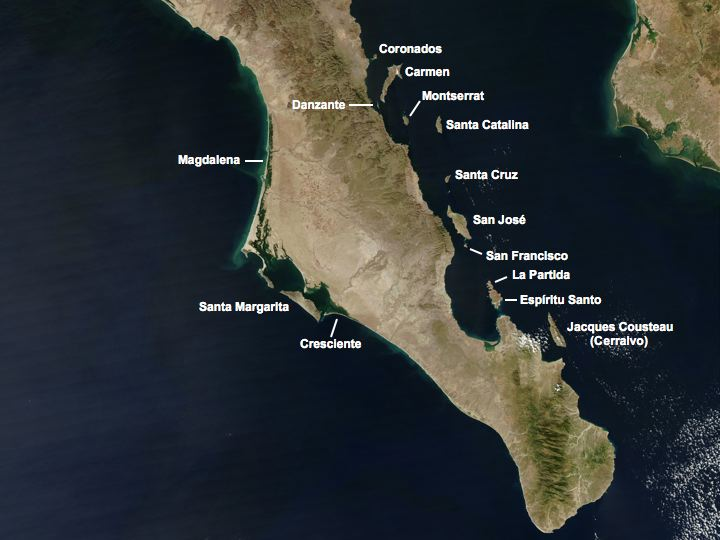

蒙塞拉特島是墨西哥的島嶼，位於加利福尼亞灣南部，由南下加利福尼亞州負責管轄，長7.5公里、寬3.5公里，面積19.04平方公里，最高點海拔高度274米，島上無人居住。